# Traité de Versailles (1758)
Pour les articles homonymes, voir Traité de Versailles (homonymie).
 (signalé en mai 2025).
Si vous disposez d'ouvrages ou d'articles de référence ou si vous connaissez des sites web de qualité traitant du thème abordé ici, merci de compléter l'article en donnant les références utiles à sa vérifiabilité et en les liant à la section « Notes et références ».
- Archive Wikiwix
- Bing
- Cairn
- DuckDuckGo
- E. Universalis
- Gallica
- Google
- G. Books
- G. News
- G. Scholar
- Persée
- Qwant
- (zh) Baidu
- (ru) Yandex
- (wd) trouver des œuvres sur Wikidata

Le traité de Versailles de 1758 a confirmé les traités signés à Versailles en 1756 et 1757 entre l'Autriche et la France. Toutefois, il a également révoqué l'accord, inclus dans le traité de 1757, prévoyant de créer un État indépendant dans les Pays-Bas du Sud dirigée par Philippe, duc de Parme. Cette province est restée sous domination autrichienne.